# SPDFGH
SPDFGH（スパダファガハ、[ˈspʌdəˈfʌɡəhə]）は、1990年代に活動したオーストラリアの女性ロックバンドである。結成メンバーはKim Bowers (as Wikky Malone)（ギター、ボーカル）、Liz Payne (as Rosy Glo, Lou Marvel, Belle)（ギター、ボーカル）、タニア・バウワース (as Tania May)（ベースギター、ボーカル）、Melanie Thurgar (as Finnius)（ドラム）。
化学では、spdfghという文字列は原子の殻における電子の数を示す時に使われる（spdfghは軌道殻運動量の初めの6つの状態を示す）。『TV Week』誌はバンド名を「オーストラリアのロックで最もばかげた名前」と呼んだ。
バンド名は以下のようにして決まった。Liz Payneの兄弟のGeoffと友人のPaul Hillardは州統一卒業テストの物理学の試験のために勉強しており、この主題を思い出すのを助けるために「spdfgh」を暗唱した。すぐに、これはGeoffのバンド「Wilson Tuckey Goes To Hobart」の曲名（Hillard, Geoff Payne and Crowe作）となった。LizやMel ThurgarもWilson Tuckey Goes To Hobart（WTGTH）のために作曲し、2人とも90年代初めから中頃にWTGTHのために演奏した。KimとTania Bowersも短期間WTGTHに参加し、その後女性4人はSPDFGHとしての活動を開始した。

## ディスコグラフィ
- "In Me" on Eddie Magazine compilation CD (1993)
- Nighttime 7" (Dirt Records, 1994)
- Grassroots EP (Dirt Records, 1995)
- "Sweet" on Gay Pride split 7" EP with Chumbawamba and Pansy Division; Rugger Bugger Records (1995)
- Wikky's Ode Single (Half a Cow, 1995)
- Leave Me Like This LP (Half a Cow, 1995)
- 1/2 Small Mercy EP (Half a Cow, 1995)
- Give Me Time Single (Half a Cow, 1995)
- The Pseudo Blues Single (Half a Cow, 1996)
- Hide, as Liz Payne and Spdfgh, on Half a Cow promotional compilation Heard It Through The Bovine